# Sebastian Gahler

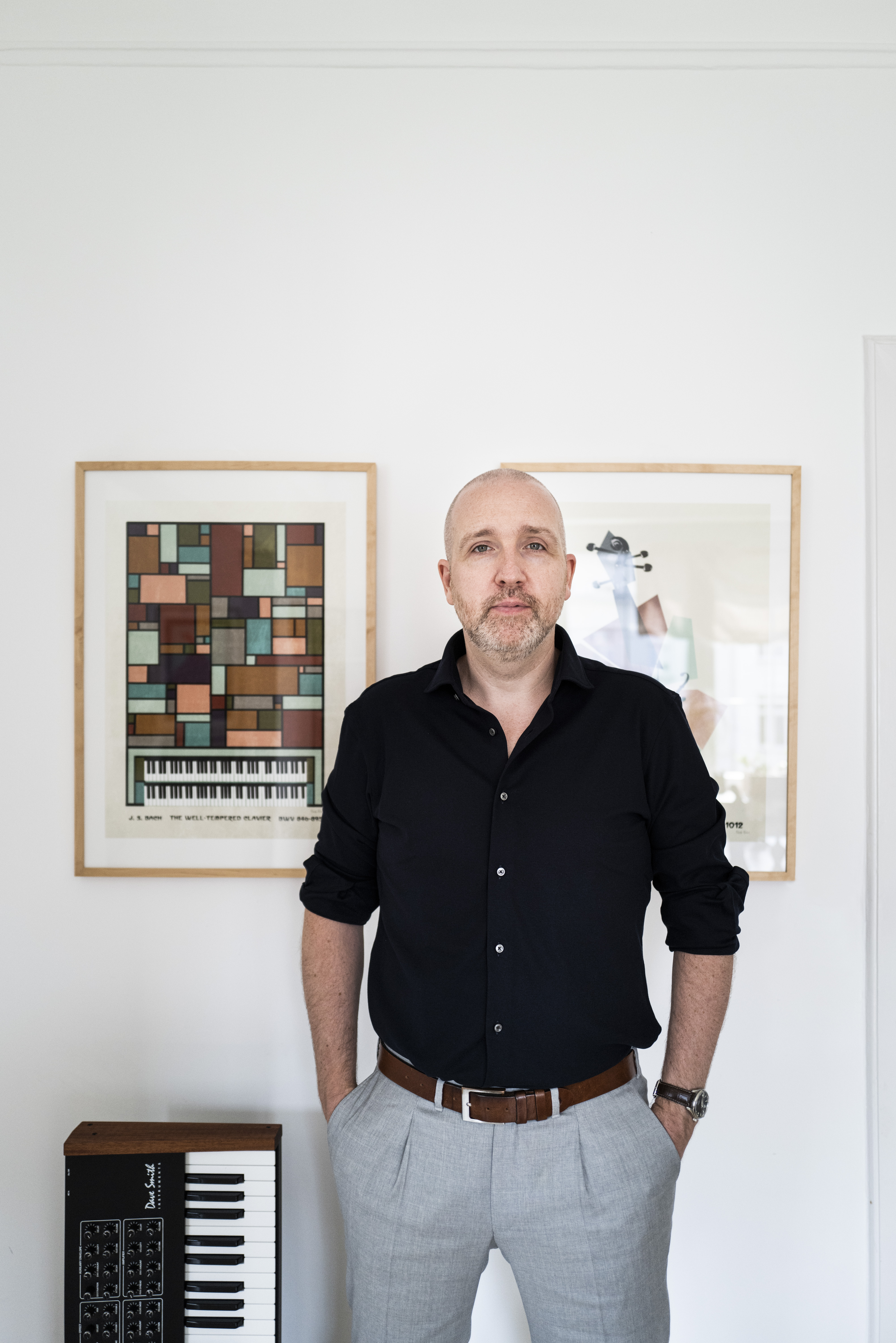
Sebastian Gahler 2021

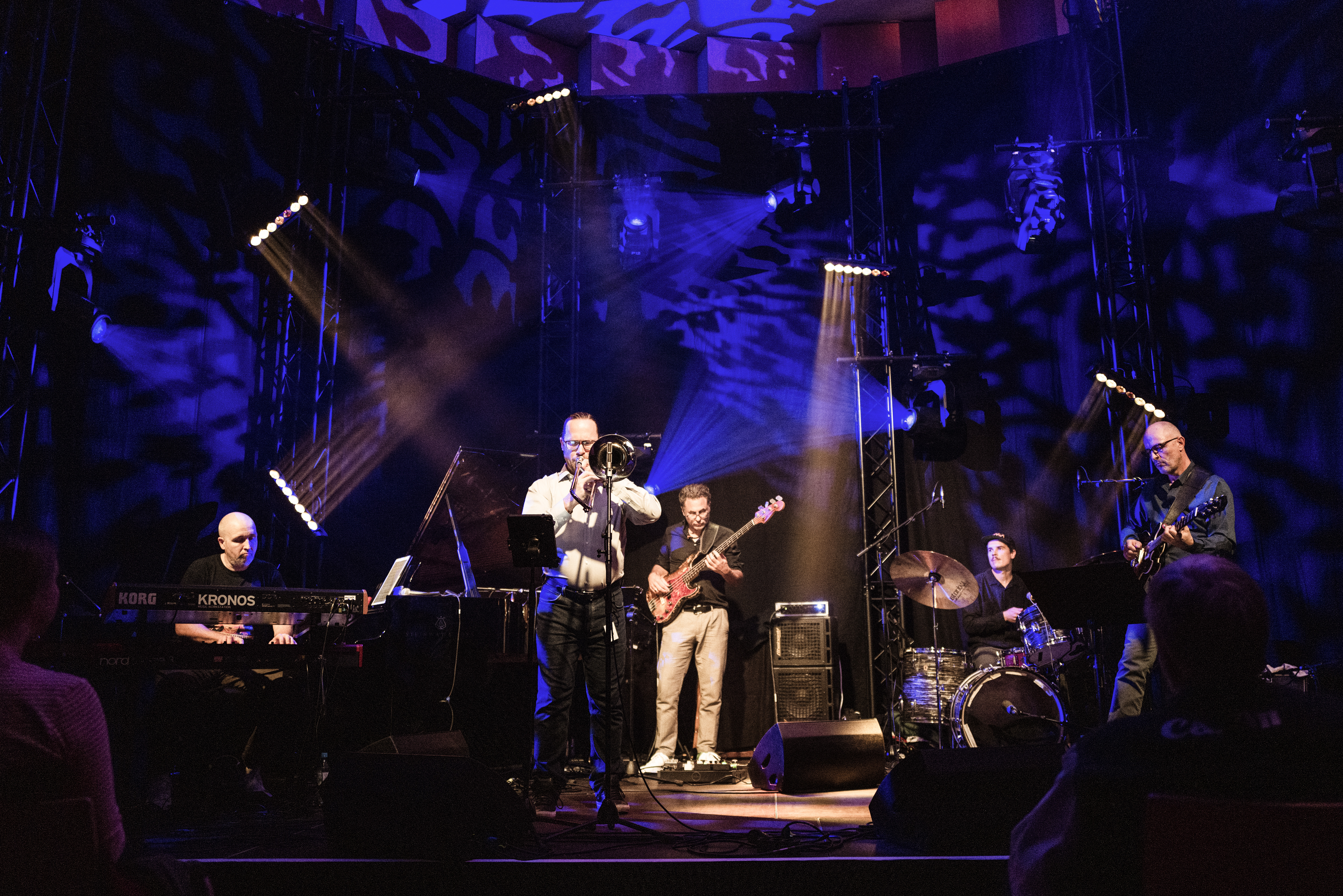
Sebastian Gahler Electric Project live – Artist in Residence Konzert Jazzfestival Viersen 2022
Sebastian Gahler, Andy Hunter, Nico Brandenburg, Niklas Schneider, Martin Feske (v. l. n. r.)

Sebastian Gahler (* 1978) ist ein deutscher Jazzpianist und -komponist.

## Leben und Wirken
Gahler hatte zunächst privaten Unterricht bei dem Jazzpianisten Buddy Casino in Düsseldorf. Er studierte dann Jazzpiano an der Hochschule der Künste in Arnheim bei Robert-Jan Vermeulen und von 2001 bis 2007 an der Musikhochschule Köln bei Hans Lüdemann, Hubert Nuss und John Taylor und besuchte Workshops und Meisterklassen u. a. von Barry Harris, Julian Joseph, Adam Nussbaum und Jacky Terrasson.
Mit dem Bassisten Nico Brandenburg und dem Schlagzeuger René Marx gründete er 2003 das Sebastian Gahler Trio, dessen Album Meditation mit eigenen Kompositionen Gahlers Anfang 2009 in der Reihe Jazz thing Next Generation bei Double Moon erschien. Es wurde am 23. Januar 2009 mit einem „CD Release Konzert“ in der Düsseldorfer Jazz-Schmiede der Öffentlichkeit präsentiert. Drei Jahre später erschien bei Edel das zweite Album des Trios. Weiterhin arbeitet das Trio auch mit den Saxophonisten Claudius Valk sowie Wolfgang Engstfeld zusammen, mit dem als Gast die dritte Trio-CD Down the Street aufgenommen wurde. Mit der Sängerin Anikó Kanthak bildet Gahler die Formation IndigoJazzlounge, für die Gahler die Arrangements schreibt. In dieser Formation veröffentlichte er bis 2019 drei Alben, zuletzt New Bar Standards Volume 2. Im Quartett mit Denis Gäbel, Matthias Akeo Nowak und Ralf Gessler sowie Gast Ryan Carniaux legte er 2022 das an Personen und Motiven aus Haruki Murakamis Werk orientierte Konzeptalbum Two Moons vor. 2024 gründete er sein eigenes Label Jazz Kitchen Records, auf dem er das Album Electric Stories veröffentlichte. Es featured den US-amerikanischen Posaunisten Andy Hunter (WDR Big Band), Martin Feske, Nico Brandenburg, Niklas Schneider und auf einigen Stücken erneut Denis Gäbel.
Gahler ist ferner Mitglied des Jazzensemble Düsseldorf um Peter Weiss.

## Diskografie (Auswahl)
- 2009: Meditation (Double Moon)
- 2012: Trust (Edel)
- 2016: Down the Street (Jazzsick Records)
- 2022: Two Moons (Jazzsick Records)[2]
- 2024: Two Moons Analog Session
- 2024: Electric Stories (Jazz Kitchen Records)

mit IndigoJazzlounge
- 2008: IndigoJazzlounge
- 2019: New Bar Standards Volume 2